# Джон Ледерер
Джон (Йохан) Ледерер (на немски: Johann Lederer или John Lederer) е германски лекар и изследовател на Вирджинските Блу Ридж и региона Пиемонт на Каролина.

## Ранни години (1644 – 1670)
Роден е около 1644 година в Хамбург, Германия, в семейството на Йохан Ледерер. През 1662 завършва образованието си в Хамбург и през 1668 емигрира във Вирджиния, Съединените щати. Тогавашният губернатор на колонията Уилям Бъркли и други съвременници вярвали, че Тихия океан не е далеч на запад. Губернатора възлага на Ледерер да направи изследвания на запад с надеждата, че Вирджиния може да се превърне в посредник при доставянето на стоки от Индия към Европа.

## Изследователска дейност (1670)
На 19 март 1670 г., Ледерер достига Блу Ридж северозападно от днешния Шарлътсвил, но не открива никакво море. На 20 май 1670, с индианец от племето саскуеханок като водач, той достига до племето оканичи, живеещи в близост до днешния Картърсвил на река Стантън и продължава на югозапад през река Ядкин, достигайки до река Катоба, след което се връща на изток към Апоматокс (тогава търговски пост Ейбрахам Уудс). Тези пътувания на Ледерер спомагат да се отвори пътя на мащабна търговия между индианските племена на запад като катоба и чероките и колонията Вирджиния, която процъфтява в продължение на десетилетия.
Ледерер оставя доста ценна информация относно индианските племена, които среща по време на пътуванията си.
На 26 август 1670 г. Ледерер предприема трети поход в Северна Вирджиния в компания с полковник Джон Катлет. Следвайки приток на Рапаханок и след изкачване на връх на Блу Ридж експедицията се връща обратно.

## Следващи години (1670 – 1675)
Малко след това Ледерер се премества в Мериленд, където успява да спечели доверието и приятелството на сър Уилям Tалбът. След това Ледерер заминава за Англия, където е публикувана книга с карта за неговите открития по време на трите експедиции от Вирджиния и на запад от Каролина.
Към 1674 г. Ледерер се премества в Кънектикът, където развива процъфтяваща медицинска практика в Стратфорд и Стамфорд. В началото на 1675 решава да се върне през Барбадос в Германия и изчезва от американската сцена и история.